# Мартин Брод
Мартин Брод — село у громаді Бихач, Унсько-Санського кантону Федерації Боснії і Герцеговини Боснії і Герцеговини.

## Географія
Лежить у північно-західній частині Боснії і Герцеговини, біля кордону з Хорватією. Біля населеного пункту річка Унаць впадає в Уну. Проходить залізниця, що з'єднує хорватські міста Спліт і Загреб (Unska pruga).

## Назва

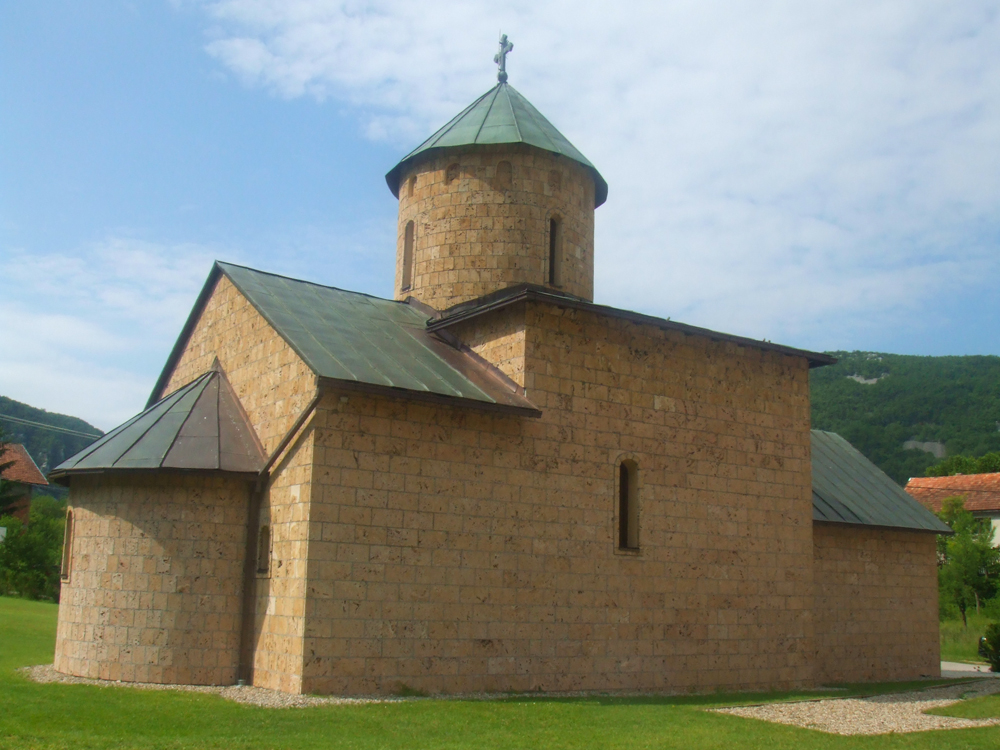
Манастир Рмань

У пізньому середньовіччі поселення називалося Рмань.
Сьогоднішня назва пов'язана з легендою. Легенда розповідає про прекрасну дівчину Марту, яка закохалася в хлопця з того боку Уни. Батьки не погоджувалися на ці стосунки, тому Марта вирішила покинути Уну й піти до хлопця, в якого закохалася. Переправляючись через Уну, вона послизнулася на туфі, який був розстелений у тій частині, і впала в річку. Та частина річки, яку можна було перетнути пішки (давня назва «брод»), була названа на честь Марти, і таким чином стала Мартин Брод.

## Пам'ятки

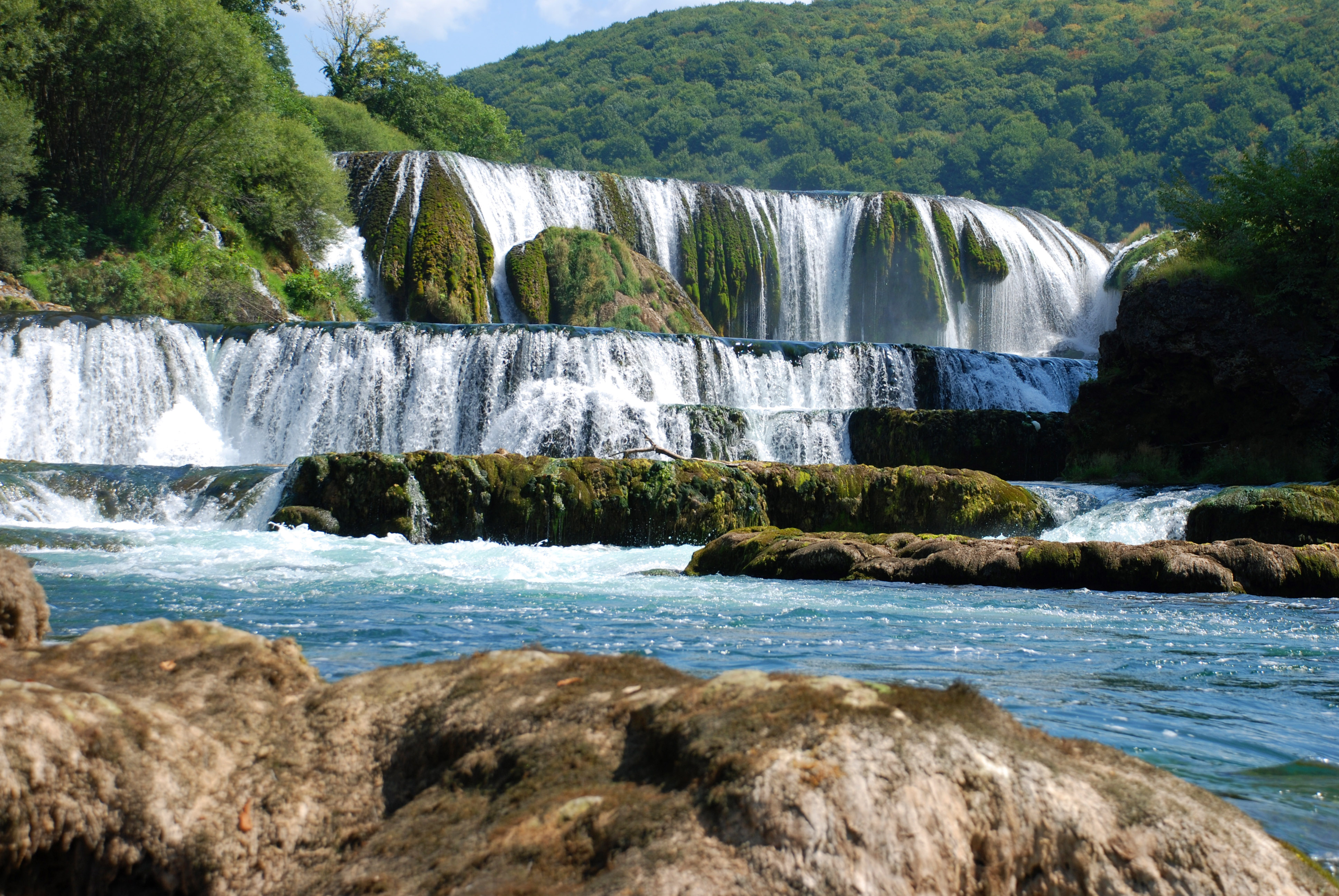
Комплекс травертинових водоспадів у національному парку Уна

- Комплекс травертинових водоспадів у національному парку Уна, об'єкт попереднього списку Світової спадщини ЮНЕСКО.